# Destornillador sónico

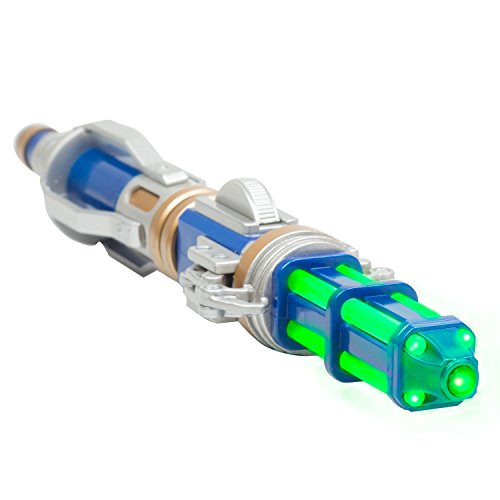
Versión 2015 del destornillador sónico, comercializada por Character Options.

El destornillador sónico es una herramienta ficticia de la serie británica Doctor Who y sus derivados. Es una herramienta multifuncional utilizada por el Doctor. Su función más común es la de forzar cerraduras para abrir puertas, pero se le pueden dar otros usos como el de realizar chequeos médicos, controlar remotamente otros aparatos, operar la TARDIS y rastrear vida alienígena. Puede, con la excepción de un cierre hermético o de una puerta de madera, abrir cualquier tipo de cierres y operar varias computadoras, de origen humano o alienígena.
Al igual que la TARDIS, el destornillador sónico se ha convertido en uno de los iconos de la serie. Sus series derivadas han replicado sus funciones en aparatos como el pintalabios sónico y el modulador sónico.

## Historia

### 1968–1982, 1996
La primera aparición del destornillador sónico fue en el serial Fury from the Deep, escrito por Victor Pemberton, en 1968. Desde entonces lo usó el Segundo Doctor como una herramienta multiusos, con variaciones ocasionales de apariencia durante el transcurso de la serie. Los derechos de la idea fueron retenidos por la BBC; Pemberton dijo después en una entrevista para Doctor Who Magazine: "Estoy muy enfadado porque el destornillador sónico, que yo inventé, haya sido comercializado sin ningún crédito hacia mi persona... Una cosa es que no te paguen nada, y otra muy distinta no recibir ningún crédito".
Sus capacidades y apariencia en conjunto variaron mucho a lo largo de la serie clásica. El nombre implica que funciona mediante el uso de ondas de sonido para ejercer fuerzas físcas en objetos de forma remota. Durante la etapa del Segundo Doctor, funcionó en gran parte como su nombre sugería, usando ondas sónicas para desmantelar equipamiento o abrir cerraduras. Además, se usó como antorcha de mano en el episodio cinco de The Dominators. En los comentarios del DVD de The Sea Devils, Michael Briant afirma que él sugirió su existencia como gadget de usar y tirar en 1968.
Durante la etapa del Tercer Doctor, el productor Barry Letts procuró que el dispositivo no se convirtiera en un curalotodo para la serie, y limitó su uso para evitar que los guionistas desarrollaran demasiada dependencia hacia él. En esta etapa, el dispositivo sufrió cambios significativos de diseño. En The Sea Devils, el Doctor lo usó para detonar minas terrestres. Michael E. Briant explica que esto era posible, diciendo que las ondas sónicas hacían temblar las minas. En The Three Doctors, el destornillador es casi irreconocible ya que le habían puesto una empuñadura negra y una cabeza con una esfera de plástico. En el comentario del DVD, Letts en persona dice que no podía reconocer el modelo, pero remarca que este serial se produjo fuera del orden de emisión, lo que explica por qué el destornillador regresó a su apariencia anterior durante una historia antes de volver a adquirir un diseño más permanente después.
Durante los tres primeros años del Cuarto Doctor, el productor Philip Hinchcliffe redujo aún más el uso del destornillador sónico. En las excepciones se incluye Robot (última historia producida por Barry Letts), donde se usó una vez más para detonar minas y como "lanza sónica en miniatura" para cortar una cerradura. Aparte de para abrir puertas, el dispositivo sufrió un gran receso durante la segunda y tercera temporada del Cuarto Doctor. Volvió a resurgir cuando Graham Williams se convirtió en productor en 1977. En la última historia de la temporada 15, The Invasion of Time, el Cuarto Doctor llegó a decir: "Ni el destornillador sónico podría sacarme de esta".
Apareció regularmente en la temporada 16 durante la temporada The Key to Time. La acompañante Señora del Tiempo Romana se fabricó su propio destornillador sónico a semejanza del Doctor que apareció por primera vez durante City of Death. Después se vio que el de ella era más pequeño y elegante que el de él, y le impresionó tanto su diseño que intentó (sin éxito) hacerle el cambiazo en The Horns of Nimon. Para la temporada 18, tanto el editor de guiones Christopher H Bidmead como el productor John Nathan-Turner comenzaron a reducir su uso al máximo.
El destornillador sónico salió de la serie en la temporada 19, en el serial del Quinto Doctor The Visitation. Lo destruyeron los terileptiles para evitar que el Doctor escapara de una celda de contención; en respuesta, el Doctor remarcó "Me siento como si acabarais de matar a un viejo amigo". Eric Saward después explicó en el DVD del serial publicado en 2005 que esto lo hizo siguiendo las instrucciones del productor John Nathan-Turner. Saward había quitado el destornillador sónico, creyendo que el Doctor tenía "un armario repleto de ellos" en la TARDIS. Aduciendo que un dispositivo que podía ayudar en cualquier situación limitaba mucho el guion, Nathan-Turner decidió que no volviera. En el episodio Time Crash, el Décimo Doctor bromeó sobre la falta del destornillador sónico del Quinto Doctor comentando que él "iba sin manos" y podía "salvar el universo usando una tetera y algo de cuerda".
El dispositivo no volvió a aparecer en el resto de la serie clásica, y fue en Doctor Who: La película (1996) cuando el Doctor mostró que tenía un nuevo destornillador sónico con diseño telescópico.

### 2005–2010
Un nuevo destornillador sónico apareció en la nueva serie, con una luz azul añadida al efecto de sonido. En su primera versión, el modelo que usaban en la serie era frágil y propenso a romperse. La versión de juguete (fabricada por Character Options Ltd.) era algo más grande para acomodar un chip de sonido funcional, también incluía una luz ultravioleta y tinta invisible intercambiable para ver mensajes escritos con la luz ultravioleta. Una leyenda dice que el equipo de producción de Doctor Who en BBC Wales estaba tan impresionado por la resistencia del juguete mayor a la del modelo real que obtuvieron moldes del prototipo del juguete para la temporada de 2006. De hecho, esto no ocurrió así. En el transcurso de los dos siguientes años, los modelos se repararon y modificaron continuamente, añadiendo algunas cosas como un deslizador para el pulgar y diferentes cables de colores cuando se extendía el dispositivo.
Para la cuarta temporada, se hizo un nuevo diseño del destornillador sónico bajo control de la BBC. Contrataron a Nick Robatto para hacer dos nuevos modelos, que incluían el diseño final del deslizador y nuevas estribaciones en el cuerpo, entre otros cambios menores. Este diseño debutó en el episodio de 2008 Compañeros de delitos, y siguió utilizándose hasta su destrucción definitiva en En el último momento (2010). Este último diseño tiene el mote de "Sónico de las temporadas 3-4" (por el hecho de que al principio de la tercera temporada, en Smith y Jones, el destornillador sónico original era supuestamente destruido), aunque hablando con propiedad, su primera aparición fue en la temporada 4.
En contraste con la actitud de Nathan-Turner de que el destornillador sónico no debía usarse como un curalotodo, el nuevo equipo de producción le dio incluso mayor funcionalidad que las versiones anteriores, lo que ha provocado críticas hacia la serie al parecer un deus ex machina, un recurso literario que generalmente se suele evitar. Algunos usos de la serie nueva incluyen: reparar equipamiento electrónico; volver a juntar materiales como alambre de espino; detectar, interceptar y enviar señales; operar la TARDIS a control remoto; quemar, cortar o encender sustancias; soldar metal; escanear e identificar sustancias; amplificar o aumentar sonido; modificar teléfonos móviles para darles "cobertura universal"; deshabilitar disfraces alienígenas; resonar hormigón; revertir el teletransporte de otra entidad; desmontar enemigos robóticos; convertir objetos en armas; curar cortes y heridas. En El momento de la despedida y Utopía se usa para operar los controles de la TARDIS de forma remota: cuando el Doctor intenta evitar el robo por parte del Amo de la TARDIS, y la usa para bloquear su destino. En El día del Juicio Final, el Doctor dice que el destornillador, no mata, hiere o magulla; sin embargo, se usa en ocasiones de forma amenazadora, como en La invasión en Navidad, El planeta imposible, La novia fugitiva, El experimento Lazarus y The Infinite Quest. En Tercera Guerra Mundial, el Doctor amenaza con "triplicar la inflamabilidad" de una botella de vino con el destornillador sónico, aunque uno de los Slitheen se da cuenta de que es un farol. En Hora de cerrar, despide ondas de energía visibles, dándole una apariencia mayor de arma, particularmente cuando la usa para desactivar a distancia un Cyberman debilitado.
En cierto punto en El Juicio Final, un Dalek lama al destornillador "sonda sónica" cuando lo muestra el Doctor, lo que sugiere que "sonda" es el nombre original del dispositivo, y "destornillador" es simplemente el nombre preferido del Doctor.
El destornillador sónico ha sido objeto de bromas: en El Doctor baila, Jack Harkness se burló de él diciendo, "¿Quién mira a un destornillador y piensa, 'Ooh, esto podría ser un poquitín más sónico'?", y después exclama al Doctor que "¡en caso de emergencia, podría montar algunos muebles!". En Smith y Jones, Martha Jones le pregunta si el Doctor también tenía una "llave inglesa láser", a lo que él respondió que la tenía, hasta que se la robó Emmeline Pankhurst. En El día de la Luna, durante la lucha con el Silencio, el Doctor intenta ayudar con el destornillador sónico, y River Song le dice "¡Tienes un DESTORNILLADOR! Vete a construirte un armario."
En Smith y Jones, el destornillador sónico se quema después de que el Doctor lo use para amplificar la salida de radiación de una máquina de rayos X de un hospital. En la "Galería Artística de conceptos de la temporada tres", cuando se refieren al destornillador sónico quemado, Peter McKinstry escribe "la estructura de cristal verde visible bajo la cabecera rota refiere al cristal de la consola de la TARDIS. Es la misma tecnología, el hermano pequeño de la TARDIS". Aunque inicialmente triste por la pérdida del destornillador, el Doctor obtiene uno nuevo al final del episodio. En Compañeros de delitos, la niñera alienígena posee una "pluma sónica". En este episodio se muestra que cuando se colocan dos objetos sónicos funcionando a la vez uno contra otro, crean ondas de sonido dolorosas, que el Doctor usa para escapar.
El destornillador sónico no puede abrir una "cerradura sellada", algo que se introdujo como recurso para evitar soluciones fáciles. Russell T Davies una vez mencionó que nunca haría del destornillador sónico la solución de un episodio. En Silencio en la biblioteca, al intentar abrir una puerta de madera, el Doctor le dice a Donna que el destornillador sónico no funcionará porque la puerta es de madera, un hecho que vuelve a mencionarse en La Tierra hambrienta; cuando Rory se queja por esto, el Doctor le dice que "no menosprecie al sónico". En El momento de la despedida, el Doctor menciona que cuando el Programa de Emergencia Uno se activaba, el destornillador sónico recibiría una señal de la TARDIS. En El bosque de los muertos, dice que algunos secadores de pelo pueden interferir con el dispositivo, aunque dice que "está trabajando en ello".
Se sabe en Silencio en la biblioteca y El bosque de los muertos que, en el futuro, el Doctor actualizará el destornillador sónico, añadiéndole "configuración roja" y "configuración de amortiguador". River tiene el destornillador futuro del Doctor en esos episodios.

### 2010-2015
En En el último momento, el destornillador sónico estropeado es destruido cuando el Doctor intenta mandar una señal a las naves Atraxis. Después recibirá uno nuevo, que surgirá de la recién regenerada consola de la TARDIS. El destornillador del Undécimo Doctor es más grande que el de sus predecesores; tiene luz verde y pinzas de metal que se extienden con movimiento de palanca. Se muestra que lo ha creado la TARDIS como parte de su regeneración automática. Hubo una versión de juguete en la cual, curiosamente, hay un copyright con fecha de 2004.
En Un cuento de Navidad, el Doctor aconseja a un joven Kazran Sardick que persiga el amor, mientras dice que en una situación similar, él en lugar de hacerlo se quedó en su habitación para "diseñar una nueva clase de destornillador". También, en ese episodio, el destornillador se rompe en dos fragmentos, y el otro acaba dentro de un tiburón volante. El trozo que queda está mandando una señal a la otra mitad en el esfuerzo de repararse a sí mismo. El Doctor lo usa para enviar una señal a la mitad dentro del tiburón para que abra las nubes. Después de eso, el trozo que no está dentro del tiburón se lo queda Kazran Sardick. El Doctor tenía duplicados de este destornillador, que siguió usando en sus viajes.
En Matemos a Hitler, se desvela que, en lugar de tener configuraciones, esta versión del destornillador opera con una interfaz psíquica, básicamente haciendo lo que el usuario piensa apuntando y apretando el botón. 
En el mini-episodio La noche del Doctor, el Octavo Doctor utiliza el destornillador sónico dos veces. El Doctor utiliza su destornillador telescópico visto previamente en la película para televisión.
En El día del Doctor, otra versión es vista en las manos del Doctor Guerrero (John Hurt). El diseño es similar al del utilizado por el Cuarto Doctor. Esta vez el halo y la punta había sido retirados, sustituido por una luz roja, así como una gran esfera roja añadida a la base. Character Options lanzó una versión de este destornillador sónico el 23 de noviembre de 2013 en el ExCel de Londres, denominádolo "el destornillador sónico del Otro Doctor". Fue establecido como un punto de la trama en ese episodio que todos los destornilladores sónicos empleados por las varias encarnaciones del Doctor usan el mismo software, algo que el Doctor Guerrero explota mediante la ejecución de un cálculo sobre un curso de varios siglos, con el Décimo y Undécimo Doctor viendo el cálculo completado a través de sus modelos.
En El tiempo del Doctor Clara Oswald le pide al Doctor utilizar el destornillador sónico para ayudar a cocinar un pavo para la cena de Navidad, a lo que el Doctor explica que el destornillador sónico "no cocina pavo", lo que sugiere que no se puede utilizar para cocinar alimentos.
En El aprendiz de mago se muestra que el destornillador sónico puede crear "un corredor acústico" para que el Duodécimo Doctor pueda comunicarse con un niño atrapado en un campo minado extraterrestre. Sin embargo, cuando el Doctor descubre que el niño es en realidad un joven Davros, abandona al niño, dejando el destornillador detrás. Davros luego muestra que ha mantenido el destornillador en su poder desde entonces, y el Doctor le dice a Clara que ya no cuenta con un destornillador. En El familiar de la bruja, el Doctor revela que sus gafas de sol son una versión portátil del destornillador sónico, alegando que ha "terminado" de usar destornilladores.
En el último episodio de la 9ª temporada se ve cómo la TARDIS le da un nuevo destornillador sónico al Doctor.

### Gafas de Sol sónicas
En su primera aparición en el comienzo de la novena temporada de doctor Who , el Doctor aparece con unas  gafas de sol Ray-Ban( "El aprendiz de mago"), y dice que ya no tiene su destornillador sónico. Más tarde, en "El familiar de la bruja", revela que las gafas de sol son en realidad una versión portátil del destornillador, alegando que los destornilladores: "Estropean la caída de la chaqueta." Las gafas son utilizadas por el Doctor, y Clara, en ocasiones, a lo largo de la novena temporada.
Las gafas de sol sónicas parece tener las mismas funciones básicas que el destornillador sónico tradicional, como escanear objetos, si bien tiene características que no se había visto antes:
- Permitir al Doctor oír hablar a la gente, incluso si están a varios metros de distancia y rodeados de ruidos fuertes ("El aprendiz de mago").

- Reorganizar la TARDIS después de haber utilizado su Sistema de Dispersión de Acción Hostil para evitar su destrucción por los Daleks ("El familiar de la bruja").

- Crear y controlar a un sofisticado holograma del Doctor a través de un sistema WiFi ("Antes de la inundación").

- Borrar las coordenadas alienígenas de los cerebros de las personas haciendo que se pongan las gafas durante unos minutos ("Antes de la inundación").

- Navegar por Internet y Correo electrónico ("La inversión Zygon" y "Extremis").

- Comunicarse con los cruceros de batalla Gallifreyanas ("Huido del infierno").

Las gafas parecen ser más susceptibles a los daños que el destornillador; en "La chica que murió", un guerrero vikingo coge las gafas de la cara del Doctor y las rompe por la mitad fácilmente. Sin embargo, las gafas siguen apareciendo hasta el final de la temporada. Volviendo en la siguiente temporada durante el periodo temporal de la ceguera del Doctor, que muestra la capacidad de explorar su entorno y transmitir la información a su cerebro, igual que un sonar, así como transmitir los datos grabados en ellos. Sin embargo, mientras que él es capaz de decir cosas acerca de una persona, tales como altura, peso, sexo, edad, e incluso la frecuencia cardíaca, pero es incapaz de recibir suficientes detalles como para saber caras, ropa, etc. ( "Extremis") Él fue capaz de decir que una persona estaba sujetando una tablet, pero no lo que estaba escrito en él, así como 'ver' una cerradura de combinación, pero no los números. ( "La pirámide en el fin del mundo")

### 2015-actualidad
En "Huido del infierno", la TARDIS le da al Doctor un nuevo destornillador sónico al final del episodio. El nuevo destornillador tiene un eje azul-TARDIS con detalles de oro y plata. La mitad superior es una cuadrícula rectangular con cuatro conductos de tubo que emiten luz, cuando se enciende, tiene cuatro funciones diferentes: luz verde con el sonido de tono bajo, la luz azul con el sonido de tono alto, luces verdes parpadeante con un sonido de impulsos, y un patrón de persecución de color azul claro con un sonido pulsante. El nuevo destornillador sónico está destinado a representar a la TARDIS. El Doctor lo utiliza por primera vez en "Los maridos de River Song" (aunque también emplea las gafas de sol sónicas antes en el episodio). El nuevo destornillador ha visto su uso en el spin-off de la serie "Class", donde el Doctor aumenta el voltaje de las luces para expulsar al Shadow Kin y parcialmente cerrar una grieta en el espacio-tiempo. Está demostrado que tiene copias de todas las versiones del destornillador sónico nunca visto antes hasta ahora, en una taza en su escritorio en "The Pilot". Nardole utiliza la versión del Quinto Doctor para crear interferencias en  una nave espacial para impedir la entrada Daleks más tarde en ese mismo episodio.